# Redcar

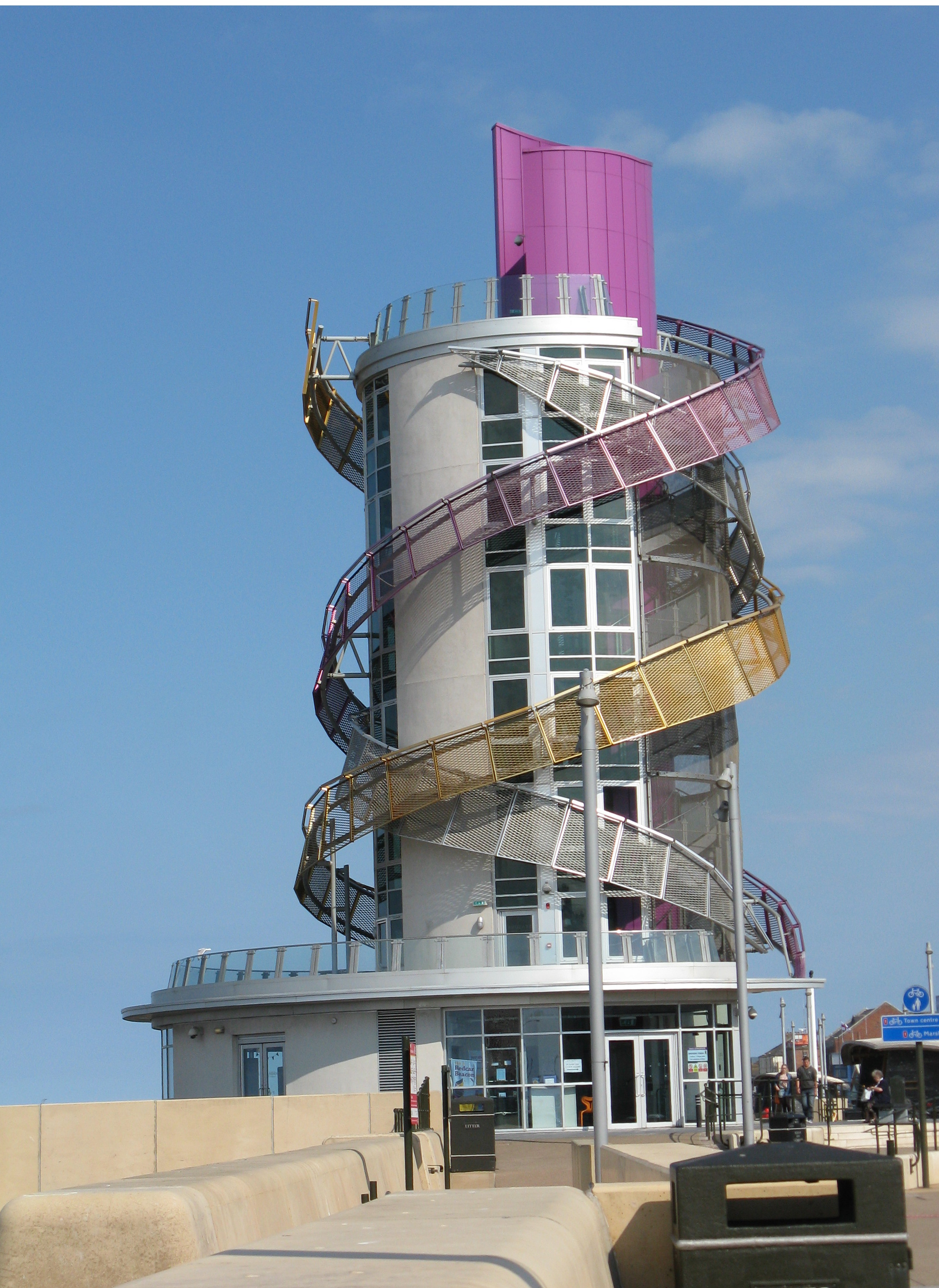
Redcar Beacon, de "verticale pier" op de dijk van Redcar, geopend in 2013

Redcar is een plaats in het bestuurlijke gebied Redcar and Cleveland, in het Engelse graafschap North Yorkshire. De plaats telt 33.100 inwoners. Redcar ligt ongeveer 12 kilometer oost-noord-oost van Middlesbrough aan de Noordzeekust.
Ten westen van Redcar, op de zuidelijke oever van de rivier Tees, bevindt zich de staalfabriek Teesside Steelworks, die vroeger behoorde tot British Steel en later Corus en Tata Steel Europe. Tata Steel legde de fabriek stil in 2010, maar de nieuwe eigenaar, SSI uit Thailand startte de hoogoven in 2012 opnieuw op.
In Redcar bevindt zich ook een paardenrenbaan, de Redcar Racecourse.
Op het strand nabij Redcar, werden de (oorlogs)strandscenes van de film  Atonement_(2007_film) opgenomen.

## Geboren in Redcar
- Chris Norman (1950), zanger en gitarist
- Hayden Hackney (2002), Engels-Schots voetballer